# Campionato svizzero di hockey su ghiaccio 1935-1936

## Campionato Internazionale

### Partecipanti
Arosa · 
 Berna · 
 Château-d'Œx · 
 Davos · 
 Akademischer EHC Zürich · 
 Grasshopper Zürich · 
 NEHC Basel · 
 St. Moritz · 
 Star Lausanne · 
 Zürcher SC

### Verdetti
| Campionato Internazionale 1935-1936 |
| ----------------------------------- |
| Zürcher SC                          |